# 卡斯滕·恩巴赫
卡斯滕·恩巴赫（德語：Carsten Embach，1968年10月12日—），德国男子雪车运动员。他曾代表德国参加1994年和2002年冬季奥林匹克运动会雪车比赛，获得一枚金牌和一枚铜牌。